# Râul Des Moines
Râul Des Moines este un râu în Statele Unite ale Americii, afluent de dreapta al fluviului Mississippi, având o lungime de cca. 845 km.

## Descriere

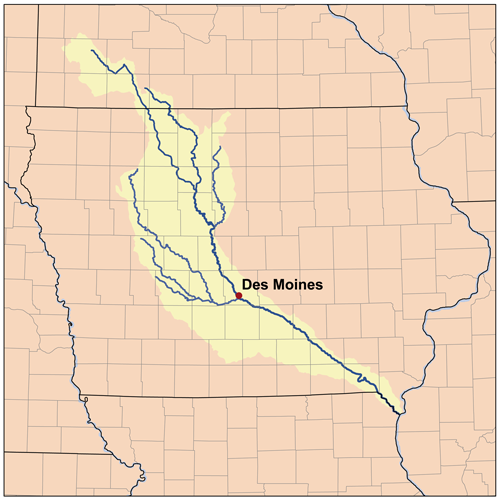
Bazinul râului Des Moines

Râul se formează prin confluența râurilor West Fork și East Fork (ambele izvorând în sudul statului Minnesota) la 8 km sud de orașul Humboldt, Iowa și traversează statul Iowa de la nord-vest spre sude-est (fiind cel mai mare râu din acest stat), vărsându-se în Mississippi la Keokuk, Iowa. Chiar înainte de vărsare formează pe o porțiune de 32 km granița dintre statele Iowa și Missouri. Orașul Des Moines, Iowa își trage numele de la acest râu.
Lângă Des Moines, râul formează lacul artificial Saylorville, iar lângă Pella, lacul Red Rock.
Originea numelui este obscură. Cea mai plauzibilă teorie este că numele de La Rivière des Moines (râul călugărilor) a fost dată de exploratorii francezi după niște călugări care și-au ridicat chiliile în apropiere de gurile râului. O altă explicație ar putea proveni de la cuvântul amerindian moingona, însemnând "râul colinelor", cu referire la colinele funerare amplasate în apropierea malurilor râului.
În secolul al XIX-lea, râul a fost principala cale de transport în Iowa, până la construirea căilor ferate în anii 1860.

## Afluenți principali
- Râul Boone (la 30 km SV de Fort Dodge, Iowa)
- Râul Raccoon (la Des Moines, Iowa)

## Orașe situate de-a lungul râului
- Algona, Iowa (East Fork)
- Armstrong, Iowa (East Fork)
- Bonaparte, Iowa
- Chillicothe, Iowa
- Currie, Minnesota
- Dakota City, Iowa (East Fork)
- Des Moines, Iowa
- Douds, Iowa
- Eddyville, Iowa
- Eldon, Iowa
- Estherville, Iowa
- Farmington, Iowa
- Fort Dodge, Iowa
- Fraser, Iowa
- Graettinger, Iowa
- Humboldt, Iowa (West Fork)
- Jackson, Minnesota
- Johnston, Iowa
- Keosauqua, Iowa
- Lehigh, Iowa
- Leando, Iowa
- Ottumwa, Iowa
- Rutland, Iowa
- Windom, Minnesota